# Wallago micropogon
Il Wallago micropogon è una specie di pesce gatto d'acqua dolce appartenente alla famiglia siluridae.

## Descrizione
Il wallago micropogon misura fino a 1,55m circa, per un peso di circa 95kg. Possiede una pinna anale molto lunga, composta da 68-73 raggi molli.
La pinna dorsale e invece molto corta e possiede solo 5 raggi molli. Possiede dalle 63 alle 65 vertebre. I suoi occhi sono piccoli e ha 4 barbigli, due sulla mascella superiore, i più lunghi, e 2 sulla mascella inferiore, più corti. Il colore del corpo è scuro, macchiato di alcuni punti più chiari.

## Biologia

### Dieta
Gli adulti si nutrono solamente di pesci, tra i quali le specie henicorhynchus lineatus, hemibagrus nemurus, e i pesci del genere puntius.

### Habitat
Il wallago micropogon abita i corsi d'acqua dolce del sud-est asiatico. È stato osservato nei fiumi Mekong e Chao Phraya, e in paesi quali la Thailandia e il Laos. È una specie demersale, che vive perciò a contatto con il fondo.

### Migrazione
Il wallago micropogon è una specie potamodroma, che migra dal corso principale del fiume verso foreste e pianure allagate e corsi d'acqua minori durante il periodo di piena del fiume. Ritorna poi nelle parti più profonde del fiume con il ritirarsi delle acque.

### Riproduzione
È una specie ovipara, si sposta verso piccoli corsi d'acqua collegati al corso principale del fiume per deporre le uova in luoghi in cui le larve e gli avannotti saranno più al sicuro.

## Tassonomia
Il wallago micropogon è stato riconosciuto come specie a sé nel 2004. Prima gli esemplari avvistati erano ritenuti appartenenti alla specie wallago leerii
Il wallago micropogon sarebbe forse da ritenere facente parte del genere Wallagonia Myers 1938, ma buona parte delle enciclopedie e dei media lo classifica ancora nel genere wallago.